# Halicella parasitica
Halicella parasitica är en kräftdjursart som beskrevs av Schellenberg 1926. Halicella parasitica ingår i släktet Halicella och familjen Pardaliscidae. Inga underarter finns listade i Catalogue of Life.